# Bridges (Familienname)
Bridges ist ein englischer Familienname.

## Herkunft und Bedeutung
Bridges stellt zumeist einen Wohnstättennamen dar, verweist also darauf, dass ein Vorfahr des Namensträgers in der Nähe einer Brücke, englisch bridge, ansässig war, wobei das s-Suffix hier keinen Plural markiert, sondern eine bei vielen vergleichbaren, vor allem bei einsilbigen Namen (Brooks, Holmes) regelmäßig auftretende Hinzufügung darstellt, unter Umständen auch ein Genitiv-s.
In anderen Fällen verweist Bridges hingegen als Herkunftsname auf die flämische Stadt Brügge, die im Englischen früher Bridges genannt wurde.

## Namensträger
- Alan Bridges (1927–2013), englischer Regisseur, Schauspieler und Produzent
- Alice Bridges (1916–2011), US-amerikanische Schwimmerin
- Alicia Bridges (* 1953), US-amerikanische Sängerin und Textdichterin
- Althea Bridges (* 1936), österreichisch-australische Opernsängerin
- Angelica Bridges (* 1970), US-amerikanische Schauspielerin
- Barry Bridges (* 1941), englischer Fußballspieler und -trainer
- Beau Bridges (* 1941), US-amerikanischer Schauspieler
- Ben Bridges (* 1937), englischer Fußballspieler
- Bernard Bridges (* 1959), englischer Fußballspieler
- Bill Bridges (1939–2015), US-amerikanischer Basketballspieler
- Bles Bridges (1946–2000), südafrikanischer Schlagersänger
- Brooke Marie Bridges (* 1991), US-amerikanische Schauspielerin
- Calvin Bridges (1889–1938), US-amerikanischer Genetiker
- Cheryl Bridges (* 1947), US-amerikanische Langstreckenläuferin
- Chloe Bridges (* 1991), US-amerikanische Schauspielerin, Sängerin und Pianistin
- Dacia Bridges (1973–2019), US-amerikanische Rock-’n’-Roll- und Dance-Music-Sängerin
- David Bridges (* 1982), englischer Fußballspieler
- Dewi Bridges († 2015), britischer Bischof
- Dorothy Bridges (1915–2009), amerikanische Dichterin und Schauspielerin
- Douglas Bridges (* 1945), britisch-neuseeländischer Mathematiker
- Edward Bridges, 1. Baron Bridges (1892–1969), britischer Politiker und Staatsbeamter
- Emily Bridges (* 2001), britische Radrennfahrerin
- Fidelia Bridges (1834–1923), US-amerikanische Malerin
- George Washington Bridges (1825–1873), US-amerikanischer Politiker
- Harold Bridges (1915–1989), englischer Fußballspieler
- Hedley Francis Gregory Bridges (1902–1947), kanadischer Politiker, Unterhausmitglied, Bundesminister
- Henry Bridges (* um 1908; † 1986), US-amerikanischer Jazzmusiker
- Hope Bridges Adams Lehmann (1855–1916), erste praktische Ärztin Münchens und Frauenrechtlerin
- James Bridges (1936–1993), US-amerikanischer Regisseur und Drehbuchautor
- Jeff Bridges (* 1949), US-amerikanischer Schauspieler
- Jim Bridges (* 1951), US-amerikanischer Bobsportler
- John Bridges (Bogenschütze) (1852–1925), britischer Bogenschütze
- John Bridges (Rennfahrer) (1936–1998), britischer Rennfahrer
- Jordan Bridges (* 1973), US-amerikanischer Film- und Fernsehschauspieler
- Katharine May Banham Bridges (1897–1995), englisch-kanadische Psychologin
- Kevin Bridges (* 1986), schottischer Stand-up-Comedian
- Krista Bridges (* 1968), kanadische Schauspielerin
- Leon Bridges (* 1989), US-amerikanischer Retro-Soul-Sänger
- Lloyd Bridges (1913–1998), US-amerikanischer Schauspieler
- Lucas Bridges (1874–1949), argentinischer Schriftsteller
- Mark Bridges, US-amerikanischer Kostümbildner
- Michael Bridges (* 1978), englischer Fußballspieler
- Mikal Bridges (* 1996), US-amerikanischer Basketballspieler
- Miles Bridges (* 1998), US-amerikanischer Basketballspieler
- Otis L. Bridges (1798–1870), US-amerikanischer Anwalt und Politiker
- Peter Bridges († 2015), britischer Geistlicher und Erzdiakon
- Robert Bridges (1844–1930), englischer Dichter
- Robert Bridges (Autor) (1858–1941), US-amerikanischer Journalist
- Rocky Bridges († 2015), US-amerikanischer Baseballspieler
- Roy Bridges (Historiker) (Roy C. Bridges; * 1932), britischer Historiker
- Roy D. Bridges (* 1943), US-amerikanischer Astronaut
- Ruby Bridges (* 1954), US-amerikanische Bürgerrechtlerin
- Samuel Augustus Bridges (1802–1884), US-amerikanischer Politiker
- Simon Bridges (* 1976), neuseeländischer Politiker der New Zealand National Party
- Steve Bridges (1963–2012), US-amerikanischer Komiker, Imitator, Parodist und Schauspieler
- Styles Bridges (1898–1961), US-amerikanischer Politiker
- Thomas Bridges (1842–1898), englisch-argentinischer anglikanischer Missionar
- Thomas Bridges, 2. Baron Bridges (1927–2017), britischer Diplomat
- Todd Bridges (* 1965), US-amerikanischer Schauspieler
- Tom Bridges (1871–1939), britischer Generalleutnant und Gouverneur von South Australia
- W. G. Bridges (1897–1956), US-amerikanischer Apotheker und Politiker
- William Bridges (Schriftsteller) (1933–2013), US-amerikanischer Schriftsteller
- William Bridges (Filmemacher), US-amerikanischer Filmemacher und Emmy-Preisträger
- William B. Bridges (* 1934), US-amerikanischer Ingenieur und Hochschullehrer, Entdecker des Argon-Ionen-Lasers
- William Throsby Bridges (1861–1915), australischer Artillerieoffizier und Divisionskommandeur im Ersten Weltkrieg